# غاري بروك (لاعب كريكت)
غاري بروك (25 نوفمبر 1968 في المملكة المتحدة - )  (بالإنجليزية: Gary Brook)‏ هو لاعب كريكت بريطاني.